# بوب إليوت
بوب إليوت هو سياسي كندي، ولد في 15 أكتوبر 1927 في إدمونتون في كندا، وتوفي في 14 أكتوبر 2013 في ريتشموند في كندا. حزبياً، نشط في الرابطة التقدمية المحافظة في ألبرتا ‏. وقد انتخب عضو الجمعية التشريعية ألبرتا.